# Chakobsa (langue imaginaire)
Pour la langue cynégétique des peuples du Caucase, voir Chakobsa.
Le chakobsa est une langue imaginaire du peuple Fremen dans l’univers de Dune du romancier Frank Herbert. Cette langue secrète, également pratiquée par l'ordre des Bene Gesserit, servait initialement à des peuples de chasseurs et de nomades.
Ce chakobsa imaginaire s'inspire du chakobsa historique,, mais les exemples imaginaires qu'en donne le roman sont en réalité un mélange de romani, de serbo-croate et d'arabe.